# Johann August von Starck
Johann August von Starck, né le 28 octobre 1741 et mort le 3 mars 1816, est un théologien et essayiste, franc-maçon qui se tourne à la fin de sa vie vers l'antimaçonnisme.

## Biographie
Né Johann August Starck, pasteur protestant, il était aussi un orientaliste, il avait étudié les langues orientales à l'Université de Göttingen avec Johann David Michaelis et avait obtenu le titre de docteur avec une thèse intitulée Uebernahmnen aus dem Heidentum in das Christentum (Reprises du paganisme dans le christianisme) , dans laquelle il a étendu au Nouveau Testament la thèse de John Spencer qui fait dériver la religion de l'Ancien Testament de celle de l'Ancienne Égypte.
En raison des critiques soulevées par sa thèse dans les milieux ecclésiastiques protestants, il a dû renoncer en 1777 à une chaire d'orientalistique à l'Université de Königsberg, à laquelle il avait été nommé en 1769. Pour finir, en 1781 il a été nommé prédicateur de la cour à Darmstadt, et en 1811, à l'occasion de ses trente ans de fonction, il a été anobli par le Grand-duc de Hesse-Darmstadt Louis Ier, devenant ainsi "von" Starck.
En 1765, alors qu'il étudiait à la Bibliothèque royale de Paris, il a été initié en franc-maçonnerie et avec d'autres personnes il a ensuite fondé à Wismar une loge maçonnique qui a été reconnue par la Stricte observance templière. Pendant son séjour parisien, en 1766, il s'était converti au catholicisme, conversion qui lui a valu l'accusation de vouloir infiltrer la franc-maçonnerie avec les Jésuites. C'est le franc-maçon Friedrich Nicolai qui était à l'origine de ces soupçons, « [il] croyait à une conspiration catholique et flairait partout d'anciens jésuites. »
Avec son livre de 1803 Der Triumph der Philosophie im achtzehnten Jahrhunderte il s'attaquera à la franc-maçonnerie, rejoignant les thèses d'Augustin Barruel sur la Révolution française.

## Œuvres
- De Aeschylo et eius imprimis tragoedia ‘Prometheus vinctus’ inscripta est libellus. Göttingen, 1763.
- Commentationum et observationum philologico-criticarum. Königsberg, 1769.
- Antrittspredigt zum Hofpredigeramt. Königsberg, 1770.
- Apologie des Ordens der Freymaurer / Von dem Bruder **** Mitgliede der ** Schottischen Loge zu P.*. Freimaurer [Anon.] Königsberg, 1770; Berlin, 1778.
- Dissertatio inauguralis de usu antiquarum versionum Scripturae Sacrae interpretationis subsidio. Königsberg, 1773.
- De tralatitiis et gentilismo in religionem christianam liber singularis. Königsberg, 1774.
- Hephästion, Königsberg, 1775; 1776.
- Antrittspredigt zum Oberhofpredigeramt. Königsberg, 1776.
- Neujahrs- und Abschiedspredigt. Königsberg, 1777.
- Geschichte der christlichen Kirche des ersten Jahrhunderts. Berlin and Leipzig, 1779-80.
- Freymüthige Betrachtungen über das Christenthum [Anon.] Berlin, 1780; 1782.
- Ueber den Zweck und Nutzen des Freymaurerordens [Anon.] Berlin, 1781.
- Ueber die alten und neuen Mysterien. Berlin, 1782; 1817.
- Versuch einer Geschichte des Arianismus. Berlin, 1783-85.
- Saint Nicaise, oder eine Sammlung merkwürdiger maurerischer Briefe, für Freymaurer und die es nicht sind. [Anon.] Frankfurt/Main, 1785.
- Wahrhafte Begebenheiten einiger Brüder Freymaurer, die sich durch ein falsches Licht blenden ließen, und endlich zur wahren Erkenntniss gelangten.  Von ihnen selbst in Briefen an ihre Freunde geschrieben. (1786).
- Ueber Krypto-Katholicismus, Proselytenmacherey, Jesuitismus, geheime Gesellschaften und besonders die ihm selbst von den Verfassern der Berliner Monatsschrift gemachte Beschuldigungen, mit Acten-Stücken belegt. Frankfurt/Main and Leipzig, 1787.
- Auch Etwas, wider das Etwas der Frau von der Recke über des Oberhofprediger Starcks Vertheidigungsschrift. Leipzig, 1788.
- Beleuchtung der letzten Anstrengung des herrn Kessler von Sprengseysen, seine verehrungswürdigen Obern, die Berliner und sich selbst vor aller Welt zu vertheidigen.  Nebst einigen Erwägungen, das neue Betragen der Berliner betreffend. Leipzig, 1788.
- Christian Nicolai Buchführers zu Bebenhausen in Schwaben.  Wichtige Entdeckungen auf einer gelehrten Reise durch Deutschland, und aus Eifer für die christliche, vornehmlich evangelische Kirche durch den Druck bekannt gemacht. [Anon.] Dessau and Leipzig, 1788.
- Dokumentirter Anti-Wehrt, nebst einer kurzen Abfertigung der drey Berliner und des Herrn Carl von Sacken. Frankfurt/Main and Leipzig, 1789.
- Apologismus an das bessere Publikum. Halle and Leipzig, 1789.
- Geschichte der Taufe und Taufgesinnten. Leipzig, 1789.
- Der Triumph der Philosophie im achtzehnten Jahrhunderte. [Anon.] Frankfurt/Main, 1803.
- Theoduls Gastmahl, oder über die Vereinigung der verschiedenen christlichen Religions Societäten. [Anon.] Frankfurt/Main, 1809; 1811; 1813; 1815; 1817.
- Theoduls Briefwechsel.  Seitenstück zu Theoduls Gastmahl. [Anon.] Frankfurt/Main, 1828.